# Ірита-Кая

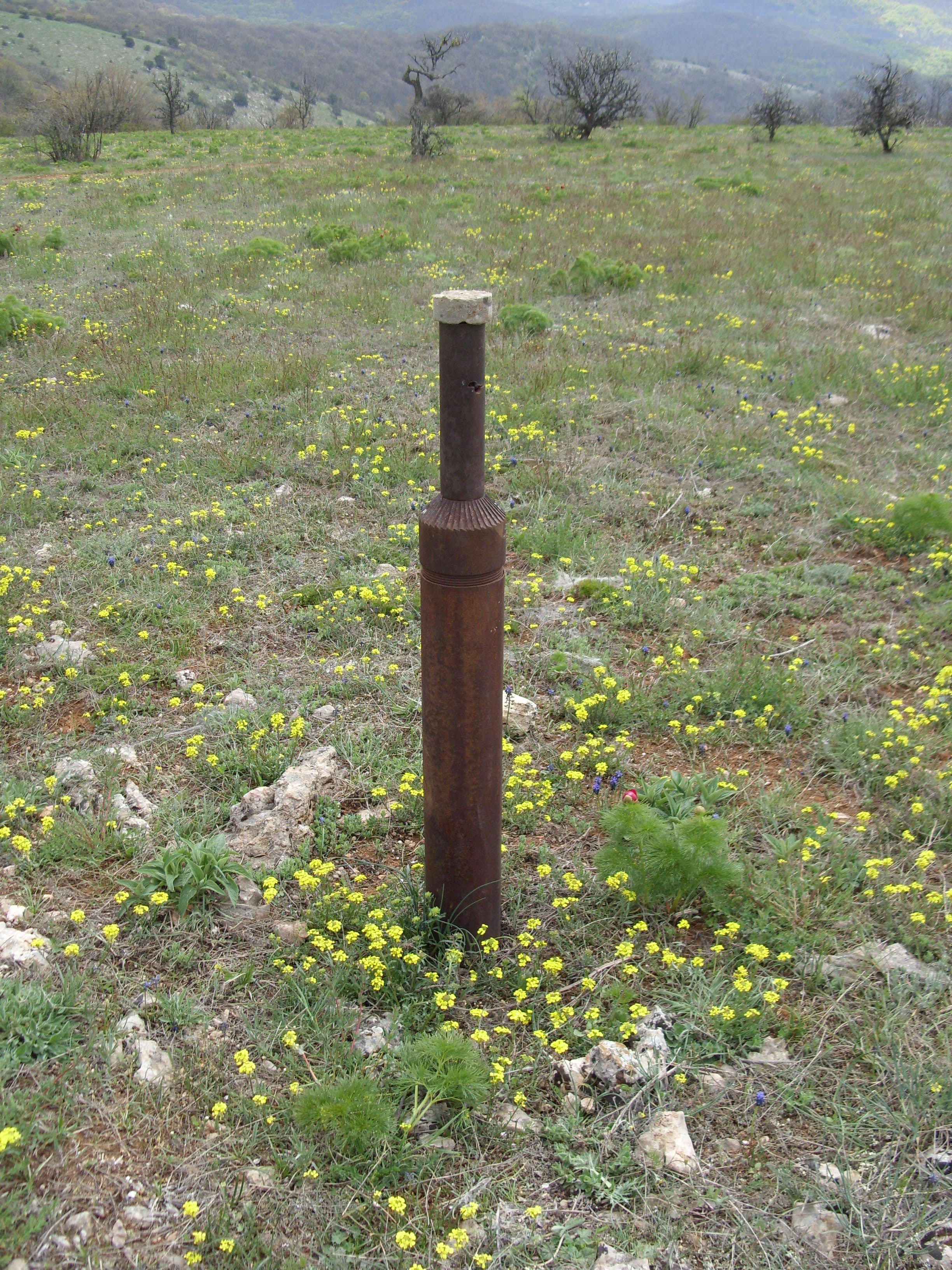
Репер на г. Ірита-Кая. Крим.

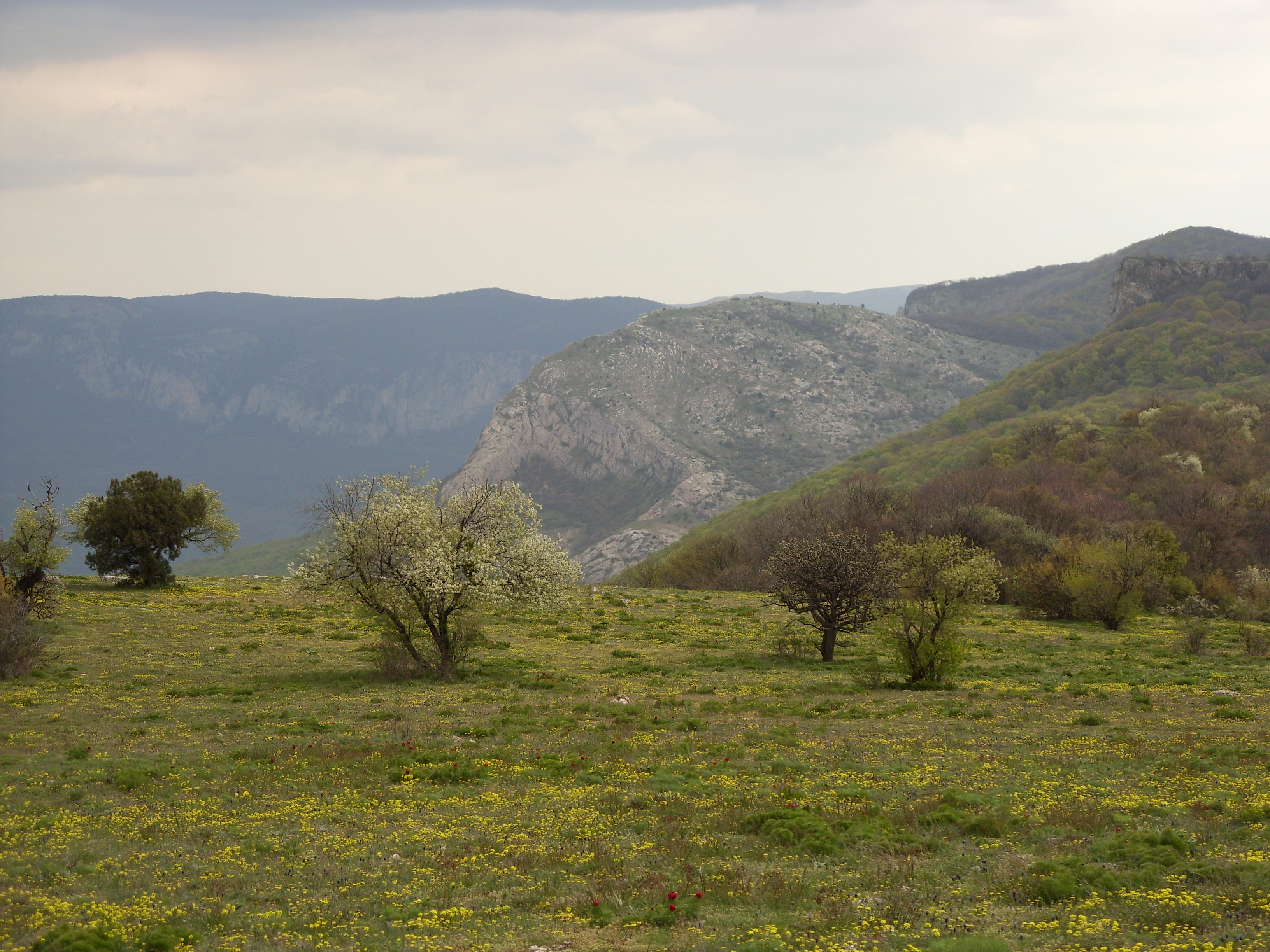
Плато Ірита-Кая.

Ірита-Кая (Велика Скеля) — гора в Криму на півн. відрозі Ай-Петринської яйли, на південь від г. Памбук-Кая. Форма трапецієподібна, схили пологі. Вершина полого-плоска (Плато Ірита-Кая). Висота 772 м. Гора Ірита-Кая вкрита лісом з великими галявинами. З півдня і півночі куполовидна.  